# Dubrivka, Baranivka
Dubrivka (în ucraineană Дубрівка) este localitatea de reședință a comunei Dubrivka din raionul Baranivka, regiunea Jîtomîr, Ucraina.

## Demografie
Componența lingvistică a localității Dubrivka
     Ucraineană (99,1%)
     Alte limbi (0,61%)
Conform recensământului din 2001, majoritatea populației localității Dubrivka era vorbitoare de ucraineană (99,1%), existând în minoritate și vorbitori de alte limbi.